# Яїр (персонаж)
Яір (грец. Ἰάειρος, івр. יאיר — «світлотоносний») — біблійний персонаж Епохи Суддів, був протягом двадцяти двох років одним із суддів Ізраїлю. Яір був родом з Ґілеада — місцевості на східному березі річки Йордан, що належала племені Манасії. Він мав 30 синів, яким належали 30 міст у Ґілеаді, що пізніше стали називатися «поселення Яіра» (Сд. 10:3-4). Йосип Флавій у Юдейських старожитностях повідомляє, що час правління Яіра був без визначних подій, проте він мав щастя у житті й 30 прекрасних синів — вправних наїздників. Похований в Камоні.